# 나오미 포너 질런홀
나오미 포너 질런홀(영어: Naomi Foner Gyllenhaal (née Achs), 1946년 3월 15일 ~ )은 미국의 시나리오 작가이다.
2009년 이혼한 영화 감독의 스티븐 질런홀과 사이에, 배우로 활동중인 매기 질런홀, 제이크 질런홀의 두 자녀를 두었다.